# Marco Pappa
Marco Pablo Pappa Ponce (* 15. November 1987 in Guatemala-Stadt) ist ein guatemaltekischer Fußballspieler.

## Karriere
Pappa begann seine Karriere in seiner Geburtsstadt bei CSD Municipal, für den er bis ins Jahr 2006 in der Jugend spielte. Sein Profidebüt gab er im Ligaspiel der Liga Nacional de Guatemala gegen Deportivo Petapa. Im Juli 2008 unterschrieb er einen Vertrag zunächst auf Leihbasis bei Chicago Fire. Sein Debüt absolvierte er gegen CD Chivas USA im Sommer 2008. Das erste Tor erzielte er gegen die New York Red Bulls im April 2009. Im Dezember 2009 verpflichte ihn Chicago bis 2012. Am 30. August 2012 wechselte er zum SC Heerenveen.